# Ojibwa
Ojibwa – miasto w Stanach Zjednoczonych, w stanie Wisconsin, w hrabstwie Sawyer.